# Mimudea monophaes
Mimudea monophaes là một loài bướm đêm trong họ Crambidae.